# Bélie Kliutxi
Bélie Kliutxi (en rus: Белые Ключи) és un poble de l'óblast de Sakhalín, a l'Extrem Orient de Rússia, que en el cens del 2010 no tenia cap habitant. Pertany al districte d'Uglegorsk.